# Horomos
Horomos (en arménien Հոռոմոս), Horomosivank (Հոռոմոսիվանք) ou Khoshavank (Խոշավանք) est un monastère arménien situé en dehors des frontières arméniennes, en Turquie (province de Kars), dans les environs des ruines d'Ani, la capitale arménienne de l'an 1000. Il se dresse sur la rive droite de l'Akhourian.
Le monastère est une fondation royale et un mausolée bagratide aux Xe et XIe siècles, ainsi qu'un important centre religieux et culturel. Au XIIIe siècle, après le déclin dû aux invasions seldjoukides, il reprend de l'importance et devient un lieu d'inhumation zakaride. Horomos reste actif jusqu'en 1920 mais est abandonné à la suite de l'intégration de la région à la Turquie. Il ne reste aujourd'hui presque rien de son groupe inférieur (composé de trois églises) et de son groupe supérieur (principalement constitué de l'ensemble de Sourp Hovhannes, « Saint-Jean », et de la Maison des reliques).

## Situation géographique
Pour des articles plus généraux, voir Ayrarat et Kars (province).
Horomos est situé sur le haut-plateau arménien, à 1 400 m d'altitude. Le groupe supérieur du monastère (1 440 m) se dresse sur la rive convexe d'un méandre (un cingle) de l'Akhourian, entouré à l'est, au sud et à l'ouest par un précipice d'une centaine de mètres et relié au reste du plateau volcanique par une crête au nord-est ; le groupe inférieur (1 400 m) s'élève sur une colline aplanie cernée par un bras mort encore marécageux de la même rivière,.
Le monastère se dresse sur le territoire de la province de Kars, en Turquie orientale. La capitale arménienne de l'an mil, Ani, est située à 15 km au sud-ouest. Il fait face à la communauté rurale arménienne de Haykadzor (marz de Shirak).
Historiquement, Horomos est situé dans le canton de Shirak de la province d'Ayrarat, une des quinze provinces de l'Arménie historique selon le géographe du VIIe siècle Anania de Shirak.

## Histoire

### Période bagratide
Pour un article plus général, voir Bagratides.

L'Arménie bagratide vers l'an mil.

La fondation de Horomos remonte aux années 930, sous le règne du roi d'Arménie Abas, et serait le fait de moines arméniens chassés de l'Empire byzantin (d'où son nom, cf. infra) sous le règne de Romain Lécapène : si l'historien Mkhitar d'Ayrivank (XIIIe siècle) fait remonter sa fondation à 931 et l'attribue au roi Abas, les historiens Samuel d'Ani (XIIe siècle) et Kirakos de Gandzak (XIIIe siècle) la datent de 936 et confirment le fait des moines ; l'historien contemporain Étienne de Taron ne donne quant à lui pas de date mais mentionne le père Hovhannès comme fondateur. 
Avec le transfert de la capitale bagratide à Ani en 961, le monastère devient une fondation royale et un mausolée bagratide, un des centres religieux et culturels les plus importants du royaume, situé de plus sur une route caravanière. Sa position est ainsi confirmée par la participation d'un de ses moines, un certain Sargis, à la réunion à Ani d'un synode ayant mené à la destitution du Catholicos Vahan Ier en 969 ; bien plus, son importance pour les rois d'Ani semble être telle que le roi Mouchel de Kars n'hésite pas, en 982 et afin de nuire à son neveu Smbat II, à inciter des musulmans à le saccager. Le monastère est cependant rapidement restauré, puisque le Catholicos Sargis Ier y est enterré en 1021.
Le XIe siècle voit se développer, à proximité du groupe inférieur, très probablement le site originel de Horomos, le groupe supérieur : « Saint-Jean d'en haut » est ainsi fondé en 1038 par le roi Hovhannès-Smbat III.
Plusieurs supérieurs sont connus pour cette époque, via les inscriptions épigraphiques présentes sur le site : Hovhannès Ier (vers 936), Sargis Ier (vers 972), Solomon (vers 986), Anania (vers 1013), Hovhannès II (vers 1038).

### Période zakaride
Pour un article plus général, voir Arménie zakaride.

L'Arménie zakaride vers 1203.

Malgré l'éclipse due aux invasions seldjoukides, le monastère n'est pourtant pas abandonné ; l'historien Mkhitar d'Ani y fait ainsi ses études vers le milieu du XIIe siècle. Horomos est libéré en 1174 sous le règne du roi Georges III de Géorgie ; les donations reprennent, le site devient un important lieu d'inhumation à la période zakaride et passe au XIIIe siècle dans les possessions des princes Vatchoutian. Horomos se distingue en outre par son scriptorium. Ce riche monastère est alors doté de « biens [...] immenses ».
À cette période, sa direction est divisée :
- des « patrons » (sorte d'administrateurs) sont chargés de son développement matériel et de la préservation de sa moralité (en réaction probable à quelques cas de simonie) ; les trois premiers sont connus grâce aux inscriptions épigraphiques : Grigor, Vahram et Ishkhan ;
- des supérieurs continuent à régir le domaine spirituel ; sont ainsi connus pour cette époque Khatchatour (1174-1181), Petros (1195), Mkhitar (1198-1201), Barsegh (1229-1253), Housep (1269), Stépanos (1336).

Mais à la fin de cette période, Horomos « plonge dans l'oubli » à la suite des invasions turcomanes.

### Histoire ultérieure
Le monastère est repeuplé au XVIIe siècle : il est restauré en 1685 par le vardapet Daniel de Tigranakert (l'actuelle Diyarbakır), puis en 1788 par son supérieur, l'évêque Hovhannès de Shamb ; de 1800 à 1807, il sert en outre de refuge aux moines du Saint-Siège d'Etchmiadzin. À partir du milieu du XIXe siècle, son supérieur est le vicaire de l'évêque de Kars.
Les réparations se poursuivent, avec le vardapet Vardan d'Odzoun en 1852, puis avec le vardapet Grigor en 1868-1871.
À la période russe, Horomos est entouré d'un village ; il reste actif jusqu'au lendemain du génocide arménien et à l'intégration de la région à la Turquie, en 1920. Il est aujourd'hui fort délabré.

## Toponymie
Le toponyme Horomos (Hoṙomos, Հոռոմոս) est dû à la fondation du monastère par des moines arméniens chassés de l'Empire byzantin : Horom signifie en arménien « Romains » — d'où « Grecs » ou « Byzantins ». Horomosivank (Hoṙomosivank, Հոռոմոսիվանք) est construit sur la même base et signifie « monastère des Grecs » ; quant à Khoshavank (Xôšavank’, Խոշավանք), il est dérivé de Hoshavank (Hoşavank), « monastère double ».

## Bâtiments
Pour un article plus général, voir Architecture arménienne.
Le monastère se divise en deux grands groupes : le groupe supérieur et, au nord de celui-ci, le groupe inférieur. Il est en outre pourvu de citernes et d'un aqueduc. Enfin, à proximité directe sur la route d'Ani s'élevait un arc de triomphe.

### Groupe inférieur
Ce groupe est constitué de trois églises alignées sur un axe ouest-est, les plus anciennes du site, ce qui peut laisser penser qu'il s'agit là du site originel du monastère.

#### Sourp Minas
La première église en commençant par l'ouest est Sourp Minas (« Saint-Ménas ») ; érigée avant 986, cette salle à coupole archaïsante est dotée d'un tambour cylindrique à dôme conique, et ses façades septentrionale, orientale et méridionale sont creusées de niches surmontées de coquilles, de bandes et d'arcs. À l'intérieur, la coupole est supportée par des arcs aux abaques trapézoïdaux ornés de torsades et de rangs de cœurs ou d'arcs.

#### Sourp Gevorg
Sourp Gevorg (« Saint-Georges ») est située au centre du groupe et est légèrement plus grande que Sourp Minas. Elle est érigée sur le même plan que celle-ci en 1013-1020 par le roi Gagik Ier. Ses fenêtres sont ornées d'un chambranle rectangulaire ou de colonnettes et arcs, et son intérieur a probablement été doté de fresques au XIIIe siècle.

#### Chapelle funéraire d'Achot III
Enfin, à l'extrémité orientale du groupe se dresse la chapelle funéraire du roi Achot III (mort en 977), une petite mononef voûtée à abside semi-circulaire ; à l'extérieur, près de son coin sud-ouest, se situe la tombe de ce roi, ainsi que de son épouse Khosrovanoush, entièrement détruite après 1920.

### Groupe supérieur
Le groupe supérieur peut à son tour être divisé en groupe de Sourp Hovhannes et Maison des reliques. Il est entouré d'une enceinte fortifiée rectangulaire au sein de laquelle un mur sépare une hôtellerie et les quartiers d'habitation du reste du groupe.

#### Groupe deSourp Hovhannes

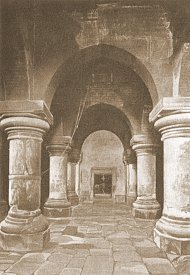
Intérieur du gavit.

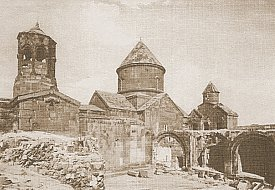
De gauche à droite : gavit, Sourp Hovhannes et chapelle funéraire de Rouzoukan.

##### Sourp Hovhannes
Sourp Hovhannes (« Saint-Jean ») est l'église principale du monastère et a été érigée en 1038 par le roi Hovhannès-Smbat III sous une forme intermédiaire entre la salle à coupole archaïsante et la croix inscrite cloisonnée ouverte ; ses absidioles s'ouvrent ainsi directement dans l'abside orientale. Elle est surmontée d'un tambour cylindrique à coiffe conique et supporté par des pendentifs. Ses façades septentrionale, orientale et méridionale sont dotées de niches à coquilles et arcs ; la façade orientale est en outre percée d'une double fenêtre à colonnes torsadées. L'église a probablement été décorée de fresques au XIIIe siècle.

##### Gavit
La façade occidentale de Sourp Hovhannes communique avec un gavit, le plus ancien, si pas le premier, exemple de ce genre de bâtiment arménien. Cet édifice rectangulaire d'est en ouest est doté d'une coupole surmontée d'un erdik (type arménien de lanterneau) élancé ; elle repose sur quatre colonnes aux chapiteaux de type bulbeux et reliées par des arcs massifs. Les axes ouest et est sont couverts de voûtes d'arêtes, tandis que les six autres éléments latéraux, séparés par des bandeaux de svastikas et de palmettes, sont munis de plafonds à médaillon, chacun orné d'une croix complétée entre ses bras de rosettes. La coupole est quant à elle composée de huit pans au « décor sculpté exceptionnel » : deux pans sont ornés comme des khatchkars, un autre représente un cep de vigne, quatre autres sont composés de svastikas et de palmettes ; mais c'est surtout le huitième pan, à l'est, qui retient l'attention, avec une première rangée représentant Dieu entouré des « quatre vivants » et de deux anges, et deux rangées représentant les huit premiers patriarches de l'Église apostolique arménienne. Ce bâtiment fait aujourd'hui office de bergerie.

##### Chapelles annexes
Adossée à la façade méridionale de Sourp Hovhannes, la chapelle funéraire de Rouzoukan a été érigée en 1215 par sa fille Khatlou Khatoun. Le premier niveau du bâtiment est une crypte à quatre arcs et à fond plat, ornée de khatchkars ; elle contenait un sarcophage, probablement celui de Rouzoukan. Le second niveau se compose à l'est de trois oratoires juxtaposés, une petite nef à coupole surmontée d'un tambour cylindrique à coiffe conique encadrée de deux nefs à bâtière, destinées aux messes en mémoire de Rouzoukan et de ses deux filles, Khatlou Khatoun et Nousteh. Au sud de ce bâtiment se dresse en outre une chapelle dite de « Khatoun d'Ani », une mononef voûtée de la seconde moitié du XIIIe siècle.

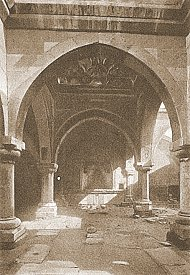
Salle reliquaire d'Aruits.

Un édifice semblable à la chapelle funéraire a été accolé à la façade septentrionale de Sourp Hovhannes.

#### Maison des reliques
La « Maison des reliques » est un ensemble de trois bâtiments contigus, situé au sud-ouest de l'ensemble de Sourp Hovhannes.

##### Salle reliquaire de Vatché Vatchoutian
Au nord-ouest, la salle reliquaire de Vatché Vatchoutian a été érigée en 1229 par ce gouverneur d'Ani (1213-1232). Il s'agit d'un carré doté de douze niches intérieures et d'une voûte à stalactites.

##### Gavitd'Aruits
Directement au sud de celle-ci, le gavit d'Aruits, construit en 1277, est recouvert d'une voûte s'appuyant sur deux paires d'arcs croisés et percée d'un oculus.

##### Salle reliquaire d'Aruits
Enfin, ces deux bâtiments sont complétés à l'est par la salle reliquaire d'Aruits, également de 1277 ; ornée de khatchkars, elle est surmontée d'une coupole à stalactites reposant sur quatre colonnes et est dotée à l'est d'une abside à la fonction incertaine.

### Arc de triomphe
Un arc de triomphe a été érigé directement à proximité du monastère, sur la route d'Ani ; il s'agit d'un exemple unique de ce type de construction dans l'architecture arménienne. Remontant au moins à 1102, il est constitué de deux tours jumelles reliées par une arche et surmontées de deux chapelles ; l'ensemble est aujourd'hui presque entièrement détruit.